# الغليلة (المكلا)

تعديل مصدري - تعديل

الغليلة هي إحدى قرى عزلة المكلا بمديرية المكلا التابعة لمحافظة حضرموت، بلغ تعداد سكانها 51 نسمة حسب تعداد اليمن لعام 2004.